# الضربات الإسرائيلية على إيران (أبريل 2024)
الضربات الإسرائيلية على إيران، هو هجوم عسكري شنته إسرائيل كرد على الضربات الإيرانية على إسرائيل 2024، في فجر 19 أبريل، الساعة 5:23 صباحًا بالتوقيت المحلي، حيث قصفت إسرائيل عدة مواقع في إيران في مدينة قهجاورستان، بالقرب من مركز مدينة أصفهان  إذ تضم المدينة مطار أصفهان وقاعدة عسكرية. كما تم تأجيل ما لا يقل عن 8 رحلات جوية من المنطقة

## حيثيات
أفادت وسائل الإعلام الإيرانية ووسائل التواصل الاجتماعي عن سماع دوي وقوع انفجارات طفيفة بالقرب من أصفهان، حيث تمتلك إيران منشآت نووية ومنشأة لتصنيع الطائرات بدون طيار، وقاعدة جوية في أصفهان. قالت وسائل الإعلام الرسمية الإيرانية إن طائرات بدون طيار إسرائيلية كانت تحلق فوق المنطقة أسقطتها قوات الدفاع الجوي الإيرانية. وأكد ثلاثة مسؤولين إيرانيين لصحيفة نيويورك تايمز أن إسرائيل متورطة وراء ذلك. وأكد مسؤولون أمريكيون أن ثلاثة صواريخ على الأقل أطلقتها طائرات إسرائيلية أصابت إيران. لكن لم يتم الإبلاغ عن أي ضربات على المواقع النووية الإيرانية.
وفقًا لمسؤول أمريكي كبير تحدث إلى إيه بي سي نيوز أطلقت الطائرات الإسرائيلية ثلاثة صواريخ استهدفت موقع رادار للدفاع الجوي يحرس منشأة نطنز النووية. وذكر المسؤول كذلك أن التحليل يشير إلى نجاح تدمير الموقع المستهدف. وقال أيضًا إن الهدف من الضربة هو إيصال قدرات إسرائيل إلى إيران دون تصعيد التوترات بشكل أكبر. وقال مسؤول إيراني لرويترز إن الانفجارات كانت ناجمة عن إسقاط طائرات إسرائيلية بدون طيار، وادعى أنه لم يكن هناك أي هجوم صاروخي على إيران. ضرب انفجار قواعد لقوات الحشد الشعبي في العراق في وقت لاحق من نفس اليوم.

## ردود الفعل الدولية

### العالم العربي
- الإمارات: في 19 أبريل 2024 أعربت دولة الإمارات عن قلقها البالغ من استمرار التوتر في المنطقة، ودعت إلى عدم اتخاذ خطوات تفاقم التصعيد في المنطقة.[12]